# Парауна
Парауна (порт. Paraúna) — муниципалитет в Бразилии, входит в штат Гояс. Составная часть мезорегиона Юг штата Гойас. Входит в экономико-статистический микрорегион Вали-ду-Риу-дус-Бойс. Население составляет 12 033 человека на 2007 год. Занимает площадь 3781,219 км². Плотность населения — 3,4 чел./км².

## Статистика
- Валовой внутренний продукт на 2005 год составляет 170 849 286,00 реалов (данные: Бразильский институт географии и статистики).
- Валовой внутренний продукт на душу населения на 2005 год составляет 15 636,95 реалов (данные: Бразильский институт географии и статистики).
- Индекс развития человеческого потенциала на 2000 год составляет 0,781 (данные: Программа развития ООН).